# Naemi Briese
Naemi Briese (4 de marzo de 1908-20 de agosto de 1980) fue una actriz y cantante de nacionalidad sueca.

## Biografía
Su verdadero nombre era Naemi Viktoria Louise Persson, y nació en la Parroquia de Katarina, Estocolmo, siendo sus padres Gustav August Persson, un capataz, y Emma Viktoria Söderström. Briese trabajó principalmente como intérprete de revista, debutando en el Folkets hus teater, donde trabajó con Ragnar Klange. En dicho teatro actuó entre los años 1933 y 1937. En 1938 fue contratada para trabajar para Karl Gerhard, y actuó para Kar de Mumma en 1953.
Su debut en el cine llegó en 1932 con el film de Theodor Berthels Muntra musikanter. Su primera grabación discográfica la llevó a cabo en el año 1933, participando en un total de más de 150 discos.
Naemi Briese falleció en 1980 en la parroquia de Hedvig Eleonora, Estocolmo, y fue enterrada en una tumba familiar en el Cementerio Galärvarvskyrkogården de Estocolmo. Había estado casada entre 1931 y 1939 con el actor y director Elof Ahrle (1900–1965), y desde 1949 a 1962 con Nils Hugo Westin (1911–1962).

## Teatro
- 1933 : Folkets gröna ängar, de Åke Söderblom, Tor Bergström, Sten Axelson y Gösta Chatham, escenografía de Ragnar Klange, Folkets hus teater[6]
- 1933 : Skärgårdsflirt, de Gideon Wahlberg, escenografía de Ragnar Klange, Folkets hus teater[7]
- 1936 : Heja folket, de Harry Iseborg y Nisse Berggren, escenografía de Ragnar Klange, Folkets hus teater[8]
- 1936 : 65, 66 och jag, de Axel Frische, escenografía de Ragnar Klange, Folkets hus teater[9]
- 1937 : Folket i bild, escenografía de Ragnar Klange, Folkets hus teater[10]
- 1942 : Glada gatan, de Ch. Henry y Einar Molin, escenografía de Gideon Wahlberg,  Odeonteatern de Estocolmo[11]
- 1943 : Peppar och parfym, de Ch. Henry y Einar Molin, escenografía de Gideon Wahlberg, Odeonteatern de Estocolmo[12]
- 1943 : Glitter och gliringar, de Ch. Henry y Einar Molin, escenografía de Gideon Wahlberg, Odeonteatern de Estocolmo[13]
- 1944 : Bröderna Rims sagor, de Ch. Henry y Einar Molin, escenografía de Gideon Wahlberg, Odeonteatern de Estocolmo[14]
- 1945 : En glädjande tilldragelse, de Kar de Mumma, escenografía de Leif Amble-Naess, Blancheteatern[15]
- 1947 : Kar de Mummas sällskapsresa, de Kar de Mumma, escenografía de Hjördis Petterson, Blancheteatern[16]

## Filmografía
- 1932 : Muntra musikanter
- 1933 : Hemslavinnor
- 1934 : Simon i Backabo
- 1934 : Hon eller ingen
- 1934 : Anderssonskans Kalle
- 1935 : Flickor på fabrik
- 1937 : Vi går landsvägen
- 1937 : Odygdens belöning
- 1937 : O, en så'n natt
- 1938 : Vi som går scenvägen
- 1938 : På kryss med Albertina
- 1939 : I dag börjar livet
- 1942 : I gult och blått
- 1942 : Tre skojiga skojare
- 1943 : Kungsgatan
- 1943 : Lille Napoleon
- 1943 : Hon trodde det var han
- 1944 : Lilla helgonet
- 1945 : Moderskapets kval och lycka
- 1946 : Hundra dragspel och en flicka
- 1946 : Johansson och Vestman
- 1947 : Barco a la India
- 1947 : Ingen väg tillbaka
- 1947 : Krigsmans erinran
- 1949 : Hin och smålänningen
- 1949 : Gatan
- 1949 : Stora Hoparegränd och himmelriket
- 1952 : Åsa-Nisse på nya äventyr
- 1953 : Noche de circo
- 1953 : Un verano con Mónica
- 1954 : Karin Månsdotter
- 1955 : Ljuset från Lund
- 1956 : Nattbarn
- 1957 : Sommarnöje sökes